# Heinz Inniger
Heinz Inniger (ur. 18 grudnia 1980 we Frutigen) – szwajcarski snowboardzista, brązowy medalista mistrzostw świata.

## Kariera
W Pucharze Świata zadebiutował 18 listopada 2001 roku w Tignes, gdzie zajął 36. miejsce w gigancie równoległym (PGS). Pierwsze pucharowe punkty wywalczył 1 grudnia 2001 roku w Ischgl, zajmując 28. miejsce w tej samej konkurencji. Na podium zawodów pucharowych po raz pierwszy stanął 21 grudnia 2003 roku w Stoneham, kończąc rywalizację w PGS na trzeciej pozycji. W zawodach tych wyprzedzili go jedynie jego rodak, Urs Eiselin i Francuz Mathieu Bozzetto. Łącznie jedenaście razy stawał na podium zawodów PŚ, odnosząc przy tym cztery zwycięstwa. Najlepsze wyniki osiągnął w sezonie 2005/2006, kiedy to zajął piąte miejsce w klasyfikacji generalnej, a w klasyfikacji PAR był trzeci. Był też czwarty w klasyfikacji PAR w sezonie 2004/2005.
Największy sukces osiągnął w 2007 roku, kiedy na mistrzostwach świata w Arosa zdobył brązowy medal w gigancie równoległym. Lepsi okazali się tylko Rok Flander ze Słowenii i kolejny Szwajcar, Philipp Schoch. Był też jedenasty w tej konkurencji podczas mistrzostw świata w Whistler w 2005 roku i mistrzostw świata w Gangwon cztery lata później. W 2006 roku wystartował na igrzyskach olimpijskich w Turynie, kończąc rywalizację w gigancie równoległym na piątej pozycji. Nigdy nie wystąpił na mistrzostwach świata juniorów.
W 2014 roku zakończył karierę.

## Osiągnięcia

### Igrzyska olimpijskie
| Miejsce | Dzień     | Rok  | Miejscowość | Konkurencja       | Zwycięzca      |
| ------- | --------- | ---- | ----------- | ----------------- | -------------- |
| 5.      | 22 lutego | 2006 | Turyn       | Gigant równoległy | Philipp Schoch |

### Mistrzostwa świata
| Miejsce | Dzień       | Rok  | Miejscowość | Konkurencja       | Zwycięzca          |
| ------- | ----------- | ---- | ----------- | ----------------- | ------------------ |
| 11.     | 18 stycznia | 2005 | Whistler    | Gigant równoległy | Jasey-Jay Anderson |
| 3.      | 16 stycznia | 2007 | Arosa       | Gigant równoległy | Rok Flander        |
| 11.     | 20 stycznia | 2009 | Gangwon     | Gigant równoległy | Jasey-Jay Anderson |

### Puchar Świata

#### Miejsca w klasyfikacji generalnej
- sezon 2001/2002: -
- sezon 2002/2003: -
- sezon 2003/2004: -
- sezon 2004/2005: -
- sezon 2005/2006: 5.
- sezon 2006/2007: 8.
- sezon 2007/2008: 26.
- sezon 2008/2009: 39.
- sezon 2009/2010: 101.

#### Miejsca na podium
1. Stoneham – 21 grudnia 2003 (gigant równoległy) – 3. miejsce
2. L’Alpe d’Huez – 10 stycznia 2004 (gigant równoległy) – 3. miejsce
3. Mount Bachelor – 5 marca 2004 (gigant równoległy) – 1. miejsce
4. Kronplatz – 4 grudnia 2004 (gigant równoległy) – 2. miejsce
5. Bardonecchia – 9 lutego 2005 (gigant równoległy) – 1. miejsce
6. Sölden – 16 października 2005 (gigant równoległy) – 1. miejsce
7. Le Relais – 18 grudnia 2005 (gigant równoległy) – 3. miejsce
8. Furano – 19 marca 2006 (gigant równoległy) – 3. miejsce
9. Bardonecchia – 2 lutego 2007 (gigant równoległy) – 3. miejsce
10. Stoneham – 16 marca 2007 (gigant równoległy) – 1. miejsce
11. Sungwoo – 17 lutego 2008 (gigant równoległy) – 3. miejsce

- W sumie 4 zwycięstwa, 1 drugie i 6 trzecich miejsc.